# Regula Frei-Stolba
Regula Frei-Stolba, née le 29 mars 1940 à Zurich, est une historienne et personnalité politique suisse, membre du parti radical-démocratique.

## Biographie
Après avoir survi des études d'histoire et de droit aux universités de Zurich et Munich, elle obtient un doctorat ès lettres en 1965. Elle enseigne ensuite successivement le latin à Zurich, l'allemand à Genève, puis à nouveau le latin à Aarau avant d'être nommée maître-assistante à l'Université de Berne en 1980. Après avoir soutenu sa thèse en 1993, elle est nommée comme professeur associé puis, l'année suivante, comme professeur extraordinaire à l'Université de Lausanne.
Parallèlement à sa vie universitaire, elle est élue au Grand Conseil du canton d'Argovie entre 1978 et 1989. Pendant la même période, elle est également présidente des femmes radicales de 1983 à 1988et vice-présidente du parti radical suisse. 

## Publications
En plus d'une centaine d'articles parus sur ses thèmes de prédilection que sont l'histoire de la Suisse gallo-romaine ainsi que du droit constitutionnel, de l'histoire sociale et de l'histoire des femmes dans le monde romain, elle écrit également plusieurs articles pour le Dictionnaire historique de la Suisse sur les mêmes thèmes et publie, en 1976, un article dans le second volume de l'Aufstieg und Niedergang der römischen Welt.
Elle publie également de nombreuses monographies, parmi lesquelles.
- (de) Untersuchungen zu den Wahlen in der römischen Kaiserzeit, Zurich, 1966, 29 p.Thèse de doctrorat
- (de) Regula Frei-Stolba et Ernst Meyer, « Die Schweiz im Altertum. Zweite, um einen Anhang erweiterte Auflage », Monographien zur Schweizer Geschichte, Berne, Francke Verlag, vol. 11,‎ 1984, p. 146
- Regula Frei-Stolba et Heinz Herzig, La politique édilitaire dans les provinces de l’Empire romain IIe – IVe siècles apr. J.-C., Berne, Peter Lang, 1995, 315 p.Actes du IIe colloque roumano-suisse Berne, 12-19 septembre 1993
- Regula Frei-Stolba et Anne Bielman, Femmes et vie publique dans l’Antiquité gréco-romaine, Lausanne, Université de Lausanne, 1998, 158 p. (ASIN B000H5LGRY)